# Grad Schonenburg
Schonenburg je bil grad na Nizozemskem vasi Nieuw-Lekkerland, provinca Južna Holandija.

## Zgodovina
Grad Schonenburg naj bi obstajal na območju v šotišča že v 13. stoletju. Ta grad je bil verjetno grad gospodov Leških, ki so bili takrat lastniki gospostva Lek, ki so ga imeli v fevdu od holandskega grofa. Vendar pa rodbina Leških v začetku 14. stoletja ni imela več potomcev, zato je holandski grof leta 1342 gospoščino prodal Janezu II. Polanenskemu. Po protestih Johana II. Culemborškega - čigar mati Juta je bila v sorodu z Leškimi - in Janeza IV. Arkelskega, so tudi oni dobili del gospostva v fevd. Končno sta leta 1379 tako Gerard Culemborški kot Janez III. van Polanenski skupaj dobila v fevd to gospostvo.
Grad je bil del posesti gospodov Leških, ki pa ni bil fevd, temveč alodialno premoženje. Možno je, da je Johan Culemborški zgradil Schonenburg kot znak moči do svojega tekmeca, gospoda Polanena. V vsakem primeru je leta 1371 Johan Culemborški predal Schonenburg grofu Kleveškemu, in ga takoj prejel nazaj kot fevd.
Leta 1394 je takratni gospod Culemborški grad podelil v sekundarni fevd Hubertu Mijndenskemu. Vprašanje je, ali je takrat še obstajal grad: podeljeni fevd naj bi sestavljala le dvor s 13 juter zemlje. Po Johanu Culemborškem so leta 1395 sledile nadaljnje podelitve v fevd njegovim naslednikom Hubertu III., leta 1423 pa Johanu III.
Leta 1426 so posest Schonenburg sestavljale tri kmetije. Lastnik se je nato odrekel svoji lastnini z lopato. Šele leta 1435 je posest spet prišla v last, a takrat o gradu ni bilo več govora.
Kar je morda ostalo od gradu Schonenburg, je bilo po letu 1450 porušeno. Preostale opeke naj bi bile uporabljene za obnovo cerkvenega stolpa Streefkerk, ki je pogorel leta 1572.

## Opis
O videzu gradu ni znanega nič. V pokrajini je še vidna le štirimetrska grba, Schoonenburški grič, ki je bil do leta 1277 zunaj nasipa. Grajskih risb je nekaj, vendar so vse iz 18. stoletja in so torej nastale precej po tem, ko je bil grad porušen; zato veljajo za domišljijo.
Leta 1965 naj bi manjša arheološka raziskava na hribu odkrila samostanske šale .  Leta 1992 so našli bronasto iglo za plašč in opremo za krsto. 